# صالح سدیر
صالح سدیر (عربی: صالح سدير صالح السعدون؛ زادهٔ ۲۱ اوت ۱۹۸۱) یک بازیکن فوتبال اهل عراق است.
وی همچنین در تیم ملی فوتبال عراق بازی کرده است.